# Famille de Thil
La famille de Thil est une ancienne famille de la noblesse française, originaire de l'Auxois (Côte-d'Or), en Bourgogne. Son ascension est intimement liée au service des ducs de Bourgogne. La seigneurie de Thil constitue l'une des grandes seigneuries du bailliage d'Auxois.

## Histoire

### Origines
L'origine de la famille de Thil n'est pas connue, mais il semblerait que ses premiers membres soient liés à la famille des Mont-Saint-Jean comme les Charny. Leur nom est en tout cas lié à la butte de Thil où se trouvait la demeure historique des seigneurs de Thil : le château de Thil.
Les premières traces du lignage remontent à un certain Miles de Thil, chevalier du duc Robert Ier de Bourgogne. Ce premier représentant de la famille est notamment connu pour ses liens avec l'abbaye de Flavigny. En 1000, il octroie aux moines une propriété allodiale dans le comté de Beaune pour son défunt neveu Aymo Pilo, titré comte d'Auxois, tué à Grignon. En 1007, il est à l'origine d'une donation en faveur, là encore des moines de l'abbaye de Flavigny. Dans ce dernier, Miles de Thil, appelé nobilis vassallus de castello quod vocatur Tilium, fonde le prieuré de Précy-sous-Thil le 22 juillet selon la nécrologie de l'abbaye.
À l'origine, les Thil portaient, semble-t-il, le titre de vicomte, titre partagé avec un autre vicomte résidant à Semur-en-Auxois.

### Une famille au service des ducs de Bourgogne
Dans les deux premiers siècles de leur histoire, c'est-à-dire les XIe et XIIe siècles, les seigneurs de Thil se distinguent en participant à la vie politique et religieuse du duché de Bourgogne. Le 18 août 1019, l'un des fils de Miles de Thil, Guy de Thil, confirme la donation précédente de son père en faveur de l'abbaye de Flavigny. Il y ajoute notamment des droits de pâture pour une centaine de cochons dans le bois de Brenil, près d'un domaine nommé villa Mascerollus,.
Selon les sources, Gauthier de Thil succède à son père en 1106. Néanmoins l'éloignement chronologique pose problème et supposerait plutôt une filiation. En 1106, Gauthier de Thil est mentionné comme présent à la dédicace de Saint-Bénigne de Dijon par le pape Pascal II. En 1113, il participe à une assemblée à Semur-en-Auxois. Enfin, il assiste à l'accord fait par Bernard de Clairvaux entre Hugues, évêque d'Auxerre, et Guillaume, comte de Nevers, en 1145 . Les enfants de Gauthier de Thil ne sont pas connus.
Le prestige de la famille de Thil s'accroît fortement au début du XIIe siècle avec Guy de Thil (appelé aussi Otbert ou Odon) et son frère Hugues ou Huguenin de Thil, seigneur de Saint-Beury. Le premier devient un fidèle de la cour d'Eudes III de Bourgogne, son sceau apparaissant sur une charte concernant Semur-en-Auxois en 1198. Il reçoit par ailleurs l'office de défenseur de l'abbaye de Vézelay par les papes Eugène III et Anastase IV. Son mariage avec Bonne de Nolay en 1194 lui permet de devenir seigneur de la Roche-Nolay.
Hugues ou Huguenin de Thil, seigneur de Saint-Beuvry et en partie de Saint-Thilbaut, soutient activement l'installation de religieux venus de l'abbaye de Saint-Rigaud-en-Maconnais. Grâce à des reliques de saint Thibault, abbé de Provins, le modeste prieuré devient rapidement un haut-lieu spirituel dans le duché de Bourgogne.
Le 1er novembre 1265, Hugues ou Huguenin de Thil, seigneur de Saint-Beury, accorde une charte de franchise aux habitants de Saint-Thibault, cédant aux sollicitations du duc Hugues IV. Les habitants de Saint-Thibault, fief de la seigneur de Saint-Beury, sont alors affranchis de la mainmorte et obtiennent les mêmes droits que ceux de Mont-Saint-Jean.

### XIVe-XVesiècles: apogée et déclin de la famille de Thil

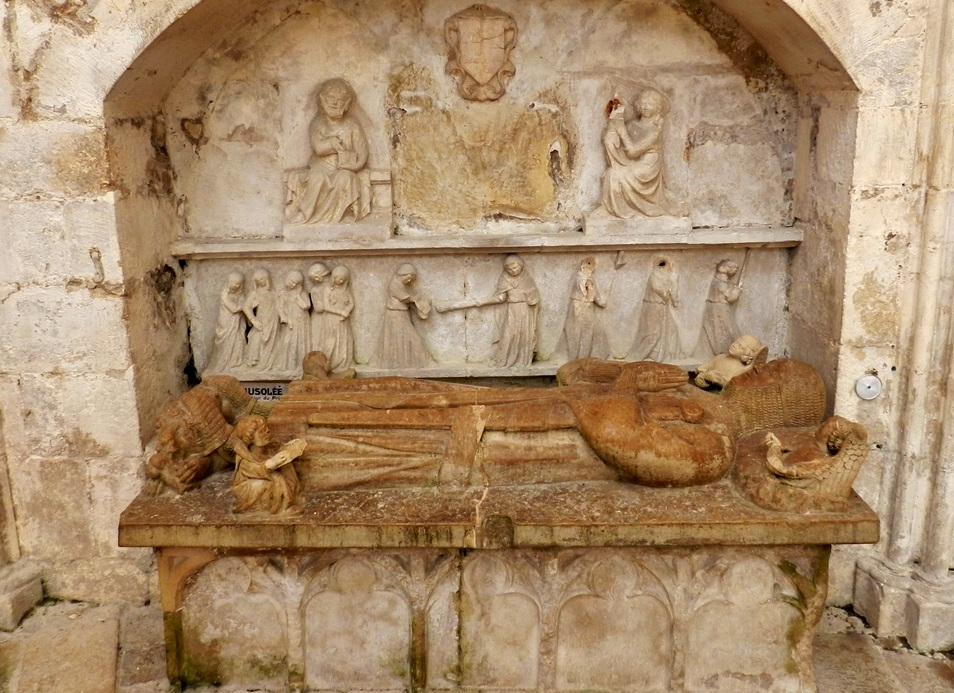
Gisant attribué à Jean de Thil, église de Saint-Thibault.

La famille de Thil connaît son apogée au XIVe siècle, notamment avec Jean de Thil et son fils Jean II de Thil.
Le premier, à la fois conseiller du roi de France Philippe VI de Valois, connétable de Bourgogne et exécuteur testamentaire du duc Eudes IV de Bourgogne, marque durablement l'histoire de la famille de Thil par la construction de la collégiale de Thil consacrée le 10 mars 1340. Son mariage avec Jeanne de Châteauvillain acte la naissance de la branche des Thil-Châteauvillain.
En tant que protecteur du prieuré de Saint-Thilbault (à partir de 1306), voisin de la seigneurie de Thil, Jean de Thil y est inhumé à sa mort vers 1354,.
Le second se distingue en sa qualité de chevalier banneret dans le conflit qui oppose Philippe II de Bourgogne aux Gantois en 1382, puis auprès de Philippe III de Bourgogne, petit-fils du précédent. Il fait notamment le siège de la forteresse de Larrey durant la guerre civile entre Armagnacs et Bourguignons. Son mariage avec Jeanne de Grancey lui permet de réunir trois baronnies importantes de Bourgogne : Thil, Châteauvillain et Grancey.
La famille de Thil connaît ensuite un déclin progressive à partir de Jean III de Thil. En dépit d'une alliance avec la famille Rolin (par son mariage avec Louise Rolin, fille de Nicolas Rolin), Jean III de Thil choisit de soutenir le roi de France Charles VII face au duc de Bourgogne. Ce dernier voit sa forteresse de Grancey assiégée en août 1434 ; à la suite de la libération de la forteresse, le seigneur de Thil perd la jouissance des lieux.
Jacques de Thil, fils de Jean IV de Thil, est le dernier représentant mâle de la famille. À sa mort en 1507, les terres de Thil sont récupérées par sa sœur Anne ; laquelle transmet la seigneurie de Thil à son époux Marc de La Baume.

### Branches
- Branches des seigneurs de Thil :
  - Branche des Thil-Saint-Beury
  - Branche des Thil-Châteauvillain

## Filiation
- Miles de Thil, premier seigneur connu de Thil. Il épouse une certaine Umberghe, de qui il aurait eu un fils :
  - Guy de Thil, qui suit.
- Guy de Thil, seigneur de Thil. De son épouse, il aurait eu deux fils :
  - Gauthier de Thil.
  - Gislebert de Thil, qui suit.
- Gislebert de Thil , seigneur de Thil. De son épouse, il aurait eu deux fils :
  - Hugues ou Huguenin de Thil.
  - Otbert, Odon ou Guy de Thil, qui suit.
- Otbert, Odon ou Guy de Thil († vers 1214), seigneur de Thil. Il épouse Bonne de Nolay (issue de la maison de Nolay ou Nolay), de qui il aurait eu deux enfants :
  - Guillaume de Thil, qui suit.
  - Agnès de Thil, dame d'Aisy et de Pont-d'Aisy († vers 1239), épouse Anséric VI de Montréal.
- Guillaume Ier de Thil († vers 1247), seigneur de Thil. Il épouse Elisabeth de Charny, de qui il aurait eu deux fils :
  - Ponce de Thil, qui suit.
  - Hugues ou Huguenin de Thil. Il épouse Marguerite de Montfort, dame de Villiers vers 1263.
- Ponce de Thil († vers 1279), seigneur de Thil et de Bourbilly. Il épouse Agnès de Trainel, dame de Marigny-le-Châtel, de qui il aurait eu un fils :
  - Guillaume de Thil, qui suit.
- Guillaume II de Thil, seigneur de Thil. Il épouse une fille de Guillaume de La Roche de Nolay (1) puis Isabeau de Grandpré, fille de Jean Ier de Grandpré, de qui il aurait eu un fils[17] :
  - Jean de Thil, qui suit.
- Jean Ier de Thil († vers 1355), seigneur de Thil, de Marigny et de Saint-Beury. Il épouse Agnès de Frolois, dame de La Roche de Nolay et peut-être de Molinot (1) puis Jeanne de Châteauvillain († vers 1386/1389), future dame de Trumelay par son deuxième mariage (2). Il eut de ses deux mariages :
  - Marie de Thil († 1360) (1), dame de La Roche-Nolay et Bourbilly, épouse en 1333 Édouard Ier de Beaujeu, maréchal de France.
  - Jean de Thil (2), qui suit.
- Jean II de Thil († vers 1419/1420), seigneur de Thil, seigneur de Châteauvillain et de Marigny (Cf son sceau à la section "Armes, blason et devise"). Il épouse Jeanne de Grancey († - 1423) vers 1371, de qui il aurait eu 
  - Guillaume de Thil-Châteauvillain († 1439), chevalier, seigneur de Châteauvillain, Grancey, Pierrepont et Nueilly, conseiller et chambellan du roi Charles VI, capitaine de Bar-sur-Aube, gouverneur de Langres, chambrier de France, épouse Isabeau de la Tremoille en 1433, fille de Guy (VI) de la Trémoille et de Marie de Sully (maison de Blois-Champagne)[18]. Guillaume de Thil et Châteauvillain est également chambellan de Jean sans Peur[19].
  - Bernard de Thil-Châteauvillain, qui suit.
  - Marie de Thil-Châteauvillain († 1423/1449), épouse Amé de Sarrebrück-Commercy († 1414), seigneur de Commercy, gouverneur de Champagne et Brie en 1396.
  - Yolande de Thil-Châteauvillain, épouse Jean IV d'Aumont († - 1415), seigneur de Chars et de Chappes, échanson du roi, puis Guy de Bar, seigneur de Presles et Mussy-la-Fosse
- Bernard de Thil-Châteauvillain (v. 1373-1375 - 1452), seigneur de Thil et de Marigny, puis de Châteauvillain, Grancey, Pierrepont et Nueilly. Il épouse Jeanne de Saint-Clair de Vez dame d'Esquerdes († 1452), de qui il aurait eu :
  - Jean de Thil-Châteauvillain, qui suit.
  - Bonne de Thil-Châteauvillain († 1474), dame de Boussenois, épouse Thibaut de Neufchâtel-Bourgogne (1412 - 1469), seigneur de Neufchâtel, Blanmont et Châtel-sur-Moselle, maréchal de Bourgogne en 1437.
- Jean III de Thil-Châteauvillain († 1497), seigneur de Thil et Marigny, Châteauvillain, Grancey, Pierrepont, Chalencey, Voisines, Vaillant et Juissiat par son oncle Guillaume de Thil-Châteauvillain. Il épouse Jeanne de Villersexel (1), puis Louise Rolin v. 1452/1453 (2). Il eut de ses deux mariages : 
  - Jean de Thil-Châteauvillain (2), qui suit.
- Jean IV de Thil-Châteauvillain († 1504), seigneur de Thil et Marigny, Châteauvillain, Grancey, Pierrepont et Nueilly. Il épouse Marie d'Estouteville († 1490) en 1478, de qui il eut :
  - Jacques de Thil-Châteauvillain († 1504)
  - Anne de Thil-Châteauvillain, dame de Châteauvillain et de Grancey. Elle épouse Jacques  de Jaucourt de Dinteville (1), puis Marc de la Baume (2) en 1508. La mort de son frère marque le transfert de la seigneurie de Thil à d'autres familles.

## Personnalités
- Jean Ier de Thil († - v. 1355).

## Armes, blason et devise
La famille de Thil portait à l'origine les armes suivantes : « d'or à trois lionceaux de gueules ». Ces dernières sont ensuite enrichies par les alliances matrimoniales avec les familles de Grancey et surtout de Châteauvillain. Elles deviennent alors « écartelées : aux 1 et 4 de gueules semé de billettes d'or, au lion du même brochant sur le tout, qui est de Châteauvillain, aux 2 et 3 d'azur semé de croisettes recroisetées au pied fiché d'or et aux deux bars adossés du même brochant sur le tout, qui est de Bar ».
Description d'un fragment de sceau rond, de 70 mm environ, sur double queue de parchemin appartenant à Jean, seigneur de Chateauvillain et de Grancey :
« Équestre à droite ; le casque, dont la visière est levée, laissant voir le visage du cavalier, porte une couronne, des lambrequins flottent par derrière ; le cimier est indistinct. Sur la tête du cheval se voit un chanfrein. L'écu, présenté de face, et la housse aux armes : écartelé de Châteauvillain (semé de billettes au lion brochant) et de Bar (deux bars adossés sur champ semé de croisettes recroisettées au pied fiché), sur le tout parti de Thil (trois lions) et de Grancey (un lion). Dans le champ du sceau, les lettres V et E dans des entrelacs, et, sur des banderoles, la devise : la plus que toutes.
Légende détruite ».